# العلاقات الجامايكية الطاجيكستانية
العلاقات الجامايكية الطاجيكستانية هي العلاقات الثنائية التي تجمع بين جامايكا وطاجيكستان.

## مقارنة بين البلدين
هذه مقارنة عامة ومرجعية للدولتين:
| وجه المقارنة                                              | جامايكا       | طاجيكستان                          |
| --------------------------------------------------------- | ------------- | ---------------------------------- |
| المساحة (كم2)                                             | 10.99 ألف     | 143.10 ألف                         |
| عدد السكان (نسمة)                                         | 2.95 مليون    | 8.92 مليون                         |
| الكثافة السكانية (ن./كم²)                                 | 268.43        | 62.33                              |
| العاصمة                                                   | كينغستون      | دوشنبه                             |
| اللغة الرسمية                                             | لغة إنجليزية  | اللغة الطاجيكية                    |
| العملة                                                    | دولار جامايكي | ساماني طاجيكي، الروبل الطاجيكستاني |
| الناتج المحلي الإجمالي (بليون دولار)                      | 14.77 مليار   | 7.15 مليار                         |
| الناتج المحلي الإجمالي (تعادل القوة الشرائية) بليون دولار | 24.79 مليار   | 24.03 مليار                        |
| الناتج المحلي الإجمالي الاسمي للفرد دولار أمريكي          | 5.23 ألف      | 925                                |
| الناتج المحلي الإجمالي للفرد دولار أمريكي                 | 8.88 ألف      | 2.69 ألف                           |
| مؤشر التنمية البشرية                                      | 0.719         | 0.624                              |
| رمز المكالمات الدولي                                      | +1876         | +992                               |
| رمز الإنترنت                                              | .jm           | .tj                                |
| المنطقة الزمنية                                           | 00            | ت ع م+05:00                        |

## منظمات دولية مشتركة
يشترك البلدان في عضوية مجموعة من المنظمات الدولية، منها:
| علم المنظمة | اسم المنظمة                        | تاريخ انضمام جامايكا | تاريخ انضمام طاجيكستان |
| ----------- | ---------------------------------- | -------------------- | ---------------------- |
|             | مؤسسة التمويل الدولية              | 31 مارس 1964         | 2 ديسمبر 1994          |
|             | منظمة حظر الأسلحة الكيميائية       | ?                    | ?                      |
|             | الأمم المتحدة                      | 18 سبتمبر 1962       | 2 مارس 1992            |
|             | الاتحاد الدولي للاتصالات           | 18 فبراير 1963       | 28 أبريل 1994          |
|             | منظمة الشرطة الجنائية الدولية      | ?                    | ?                      |
|             | البنك الدولي للإنشاء والتعمير      | 21 فبراير 1963       | 4 يونيو 1993           |
|             | الاتحاد البريدي العالمي            | ?                    | ?                      |
|             | وكالة ضمان الاستثمار متعدد الأطراف | 12 أبريل 1988        | 9 ديسمبر 2002          |
|             | يونسكو                             | 7 نوفمبر 1962        | 6 أبريل 1993           |

## وصلات خارجية
- موقع وزارة الخارجية الجامايكية